# Heinrich Schneidereit
Heinrich Schneidereit (Colonia, 23 dicembre 1884 – Francia, 30 settembre 1915) è stato un sollevatore e tiratore di fune tedesco.

## Biografia
Ha partecipato alle olimpiadi di Atene del 1906 conquistando una medaglia d'oro nel tiro alla fune e due medaglie di bronzo nel sollevamento pesi nelle specialità ad una mano ed a due mani. Inoltre ha partecipato a quattro edizioni dei campionati mondiali di sollevamento pesi (1903, 1906, 1907 e 1911) vincendo un oro, due argenti e un bronzo, e a un'edizione dei campionati europei, nel 1906, classificandosi terzo.
Schneidereit fu arruolato come ufficiale artigliere nel 1914 e morì in Francia nel 1915.